# Rimpelkikkers
Rimpelkikkers (Platymantis) zijn een geslacht van kikkers uit de familie Ceratobatrachidae. De wetenschappelijke naam van het geslacht werd in 1858 gepubliceerd door Albert Carl Lewis Gotthilf Günther.
Met de fylogenetische analyse die Rafe M. Brown samen met een aantal andere onderzoekers uitvoerde, en waarvan de resultaten in 2015 werden gepubliceerd, is een aantal soorten die voorheen in dit geslacht werden geplaatst naar het geslacht Cornufer verhuisd. Daarnaast bleek er een aanzienlijk aantal soorten te kunnen worden onderscheiden die nog niet eerder een wetenschappelijke naam hadden gekregen.
Er worden 31 soorten in het geslacht geplaatst die allemaal endemisch voorkomen op de Filipijnen.

## Soorten
- Platymantis banahao
- Platymantis bayani
- Platymantis biak
- Platymantis cagayanensis
- Platymantis cornutus
- Platymantis corrugatus – Filipijnse rimpelkikker
- Platymantis diesmosi
- Platymantis dorsalis
- Platymantis guentheri – Gunthers rimpelkikker
- Platymantis hazelae
- Platymantis indeprensus
- Platymantis insulatus
- Platymantis isarog
- Platymantis lawtoni
- Platymantis levigatus
- Platymantis luzonensis
- Platymantis mimulus
- Platymantis montanus
- Platymantis naomii
- Platymantis negrosensis
- Platymantis paengi
- Platymantis panayensis
- Platymantis polillensis
- Platymantis pseudodorsalis
- Platymantis pygmaeus
- Platymantis quezoni
- Platymantis rabori
- Platymantis sierramadrensis
- Platymantis spelaeus
- Platymantis subterrestris
- Platymantis taylori